# Mirab Este
Pour les articles homonymes, voir Este (homonymie).
Mirab Este (amharique : ምዕራብ እስቴ) est un woreda du nord de l'Éthiopie situé dans la zone Debub Gondar de la région Amhara. Il a 120 885 habitants en 2007 et son centre administratif est Jara Gedo.

## Situation
Mirab Este (« Ouest Este ») reprend la partie sud-ouest de l'ancien woreda Este.
Limitrophe des zones  Mirab Godjam et Misraq Godjam, Mirab Este s'étend au sud jusqu'au Nil Bleu. Il est bordé dans la zone Debub Gondar par Misraq Este au nord et à l'est, et par Dera à l'ouest.
Son centre administratif Jara Gedo se situe vers 2 400 m d'altitude une quarantaine de kilomètres au sud d'Este ou Mekane Yesus, le centre administratif du woreda Misraq Este (« Est Este »).

## Population
D'après le recensement national de 2007 réalisé par l'agence centrale de statistique d'Éthiopie, ce woreda compte 120 885 habitants dont 2 % sont des citadins. La plupart des habitants (98,6 %) sont orthodoxes et 1,4 % sont musulmans. La population urbaine correspond aux 2 192 habitants de Jara Gedo. 